# Gerlabeek
De Gerlabeek is een kleine zijbeek van de Demer, gelegen tussen Werm en Alt-Hoeselt in vochtig-Haspengouw. Ruim 10 ha zijn in beheer bij vzw Orchis.
Het brongebied van de Gerlabeek is een natuurgebied, dat omsloten wordt door akkers en laagstamboomgaarden. In 1999 werd ook een deel van het omringende landbouwgebied aan het natuurgebied toegevoegd, wat heringericht werd met poelen, struwelen en hoogstamboomgaarden. Ook werden wandelpaden aangelegd.
Door aangepast maaibeheer komen er weer bloemrijke graslanden. Bosanemoon, slanke sleutelbloem en gevlekte aronskelk zijn eveneens aanwezig.